# Laranwuntun
Laranwuntun is een bestuurslaag in het regentschap Lembata van de provincie Oost-Nusa Tenggara, Indonesië. Laranwuntun telt 1228 inwoners (volkstelling 2010).